# Sikth
SikTh, aussi stylisé Sikth, est un groupe de metal progressif britannique, originaire de Watford, Hertfordshire.

## Biographie

### Débuts (1999–2002)
Le groupe est formé à la fin de 1999, mais consolide sa formation qu'en mars 2001. Cette formation comprend de deux chanteurs : Mikee Goodman et Justin Hill, des guitaristes Dan Weller et Graham Pinney, du bassiste James Leach, et du batteur Dan Foord. Leur première sortie officielle est un EP intitulé Let the Transmitting Begin. Publié en 2002, il comporte trois pistes. Sikth publiera également une édition limitée du CD qui proposait en plus un live de la BBC Radio 1 (l'enregistrement de la même chanson).
La première parution, sur le label Gut Records est un EP intitulé How May I Help You? Sorti en 2002, il comporte trois pistes, dont deux apparaissant par la suite sur le premier album du groupe. Une vidéo de la chanson (If You Weren't So) Perfect y figure également. La chanson How May I Help You? narre une histoire sur une personne appelée Rodney. Le clip de la chanson consiste en un film d'animation, qui est écrit, réalisé et produit par Mikee Goodman. Il remporte le prix de la meilleure vidéo The Big Cheese Magazine, et atteint la première place sur MTV UK, tout en figurant sur une A-List de vidéos aux MTV Asie.

### Premier album (2003–2005)
Le premier album de SikTh, The Trees are Dead and Dried Out Wait for Something Wild, est publié le 18 août 2003 sous le label Gut Records. L'album est produit par le groupe lui-même avec Andrew Scarth. Le mixage a été réalisé par Colin Richardson (Machine Head, Slipknot). Deux singles sont issus de l'album Scent of the Obscene (octobre) et Peep Show (décembre). How May I Help You? est publié précédemment en EP, avec la toute première chanson du groupe, Suffice, ainsi qu'une version légèrement différente de Tupelo.
À l'aide de l'album, ils sont invités à jouer au Download Festival à Donington Park en 2003. Le groupe voyage en Japon en 2004, tout d'abord pour soutenir Anthrax et Killswitch Engage, puis joue au célèbre Fuji Rock Festival en août avec Lou Reed, PJ Harvey et Primus. L'album se vend à environ 30 000 exemplaires en Grande-Bretagne, au Japon et en Australie.

### Second album (2006–2007)
Le groupe revient en 2006 avec un second album studio, Death of a Dead Day, publiée au Royaume-Uni le 26 juin sous leur nouveau label Bieler Bros Records. Il est publié plus tôt aux États-Unis, le 6 juin. L'album atteint la 55e place aux classements britanniques. L'album est une nouvelle fois produit par le groupe lui-même, avec le mélange des droits gérés par Matt Laplant. En soutien à l'album, SikTh participe au Download Festival 2006 avant la publication de l'album, suivi d'une courte tournée au Royaume-Uni.
Un EP intitulé Flogging the Horses est publié en octobre 2006, avec des versions démo de morceaux de Death of a Dead Day, ainsi que d'une version remix de Where Do We Fall. La piste Each Other and Ourselves est également incluse, qui est une chanson bonus sur la version japonaise de l'album. L'EP est pressé à seulement 1 500 exemplaires.

### Départ et pause (2007–2013)
Le 8 mai 2007, les chanteurs Mikee Goodman et Justin Hill annoncent qu'ils quitteront le groupe fin juillet 2007, à la fin de la tournée britannique This Ain't The Summer of Love, en raison de leurs projets en cours et leurs carrières de production. Les membres restants, quant à eux, projettent de continuer en recherchant des/un membre(s) en remplacement. Le 27 mai 2008, SikTh annonce que le groupe avait décidé de se séparer en raison de nombreux facteurs. Une des principales raisons de leur rupture a été l'incapacité de trouver des remplaçants pour les ex-chanteurs Mikee et Justin, ainsi que l'engagement à d'autres projets.
Le 15 janvier 2012, une page officielle de SikTh est créé permettant à SikTh de vendre ses marchandises.

### Retour (depuis 2014)
Le 16 décembre 2013, SikTh annonce, contre toute attente, un retour au Download Festival 2014, en tête d'affiche du Red Bull stage. Il s'agit de la première performance scénique du groupe depuis 2007 et leur première apparition au Download Festival depuis 2006. Le 25 mars, ils annoncent leur participation au festival Euroblast à Cologne, en Allemagne. Le 13 juin 2014, SikTh annonce une tournée britannique. SikTh jouera aussi à l'UK Tech-Metal Festival le 14 juin 2014.
Le 27 avril 2015, Sikth annonce sur Facebook un nouvel EP financé par les fans. Le 4 juin 2016, Justin Hill annonce son départ afin de se consacrer à une carrière solo. Joe Rosser le remplacera.

## Style musical
Le style de musique de Sikth est difficile à classer, car ils reprennent de nombreux éléments du metal, du rock et du hardcore. Ils sont habituellement classés dans le metal progressif en raison de leur approche non orthodoxe, aussi bien que dans le métal technique et le mathcore en raison de la nature complexe de leur jeu instrumental.
Dans une critique du deuxième album de SikTh, Death of a Dead Day, DecoyMusic.com décrit le style du groupe comme contenant des éléments de « speed metal, tech, thrash, nu metal, metalcore, et cock-rock. » Le site Drowned in Sound décrit le groupe comme un « mélange de guitare à la Dillinger Escape Plan et de rythme manipulé à la Korn, teinté de nuance bizarres à la System of a Down. »
Dans une critique de l'album The Trees are Dead and Dried Out Wait for Something Wild, MusicOMH.com décrit l'album comme contenant des « chants gutturaux mêlés à des mélodies harmonieuses, des morceaux de batterie vicieux [...]. » Au tout début du groupe, Goodman qualifiait déjà leur son comme « scatcore », une référence à leur style de chant rapide et baragouiné.

## Live

### Tours
- UK Tour Sanctum en 2000
- UK Tour Dead Life Portrait en 2001.
- UK Tour avec American Head Charge, en 2002.
- UK Tour avec Mad Capsule Markets en 2003.
- UK Tour de Mudvayne en 2003.
- Festival à Donington Park à deux reprises en 2003 et 2006 avec des groupes tels qu'Iron Maiden, Metallica, Korn, Marilyn Manson et les Guns N' Roses.
- Tournée européenne avec Machine Head en 2003.
- Irlande tournée avec Akercocke Labrat et en 2004.
- Japonais tourné avec Anthrax, Killswitch Engage et plus en 2004.
- Fuji Rock Festival au Japon en 2004.
- Fury Fest en France avec Slayer et Fantomas en 2006.
- Français headline tour en 2006.
- Barfly (club) en association avec le Tour Jägermeister en avril 2006.
- Carling Leeds Festival warm up show en 2006.
- Fin d'une semaine de tournée au Royaume-Uni Journée juillet 2007.
- Final spectacle, à la Carling Academy Islington à Londres, le vendredi 14 septembre 2007

## Membres

### Membres actuels
- Mikee Goodman – chant
- Joe Rosser – chant
- Dan Weller – guitare, piano
- Dan « Loord » Foord - batterie, percussions
- Graham « Pin » Pinney - guitare
- James Leach – basse
- Dan Weller - guitare, piano

### Ancien membre
- Justin Hill - chant

## Discographie

### Album studio
- 2003 : The Trees are Dead and Dried Out Wait for Something Wild
- 2006 : Death of a Dead Day
- 2015 : Opacities
- 2017 : The Future In Whose Eyes?

### EP et singles
- 2002 : Let the Transmitting Begin (EP)
- 2002 : How May I Help You ? (EP)
- 2003 : Scent of the Obscene (single)
- 2003 : Peep Show (single)
- 2006 : Flogging the Horses (EP)

### Demos et promos
- 2000 : Pussyfoot/Suffice
- 2001 : Hold My Finger/Such the Fool
- 2003 : Pussyfoot

## Videos
- (If You Weren't So) Perfect
- How May I Help You?
- Scent of the Obscene (Alternative Version)
- Scent of the Obscene
- Peep Show (Alternative Version)
- Peep Show
- Bland Street Bloom